# 청주보호관찰소
청주보호관찰소(淸州保護觀察所)는 법원으로부터 보호관찰을 조건으로 가석방된 사람들에 대하여 보호관찰을 실시하고, 사회봉사 및 수강명령 등을 통해 범죄예방 및 건전한 사회복귀를 지원하여 국민의 안전한 생활을 보호하기 위하여 설립된 대한민국 법무부 범죄예방정책국 소속기관으로 청주보호관찰소장은 서기관으로 보한다. 충청북도 청주시 서원구 분평로 99에 위치하고 있다.

## 연혁
- 1989년 7월 1일 개청
- 2002년 11월 9일 청주보호관찰소 충주지소 신설
- 2009년 1월 1일 청주보호관찰소 제천지소 신설

## 관할구역
충청북도 전역을 관할하나, 일부 지역은 지소에서 관할한다.
- 청주시
- 진천군
- 보은군
- 괴산군
- 증평군

## 소속기관
- 충주지소: 충주시 중앙로 113 (충주시, 음성군)
- 제천지소: 제천시 탑안로 4 (제천시, 단양군)
- 영동지소: 영동군 영동읍 영동황간로 56 (영동군, 옥천군)